# Bradley Allen
Pour les articles homonymes, voir Allen.
Bradley James Allen, couramment appelé Bradley Allen, est un footballeur anglais, né le 13 septembre 1971 à Londres. Évoluant au poste d'attaquant, il est principalement connu pour ses saisons à QPR et à Charlton Athletic.

## Biographie

### Carrière de joueur
Natif de Londres, il commence sa carrière professionnelle à QPR, où il signe son premier contrat en 1988. Peu à peu, il s'impose en équipe première, et participe à la saison inaugurale en 1992-1993 de la Premier League, en y inscrivant deux buts. La saison suivante, il inscrit un coup du chapeau, le 20 novembre 1993, pour une victoire 3-0 à l'extérieur contre Everton. C'est à cette période qu'il reçoit huit sélections en Angleterre espoirs, pour deux buts marqués.
Au cours de la difficile saison 1995-96 (qui s'achève par la relégation de QPR), il est placé sur la liste des transferts et se voit recruté par Charlton Athletic en mars 1996, pour un montant de 400 000 £. Il y reste trois ans, connaissant les joies de la promotion en Premier League à la suite de la saison 1997-1998. Mais, son temps de jeu s'étant réduit (il ne joue qu'un seul match lors de la saison 1998-1999 en Premier League), il demande à être transféré et rejoint d'abord en prêt Colchester United en février 1999, avant d'être recruté par Grimsby Town lors de l'été 1999.
Son passage à Grimsby, plutôt bien réussi au début (9 buts en 36 matches de championnat en 1999-2000) est gâché par la suite par une série de blessures récurrentes. Celui, ajouté aux difficultés financières rencontrées par le club, amène Grimsby à libérer Allen de son contrat à la fin de la saison 2001-2002 pour qu'il puisse s'engager avec un autre club.
Il refuse alors, pendant l'été 2002, des offres de Bristol Rovers, de Doncaster Rovers et du club chypriote de l'APOEL Nicosie. Il effectue un essai pour Brighton & Hove Albion mais n'est finalement pas retenu. Il finit par s'engager, le 29 août 2002, après un essai cette fois-ci concluant, avec Peterborough United, mais pour un contrat de très courte durée, courant jusqu'en décembre 2002.
C'est ainsi qu'il s'engage pour Bristol Rovers à la suite de son contrat à Peterborough United. Il y reste jusqu'à la fin de la saison 2002-2003. Il termine alors sa carrière en jouant pour deux clubs non-league, Hornchurch (en) et Redbridge (en). Après un dernier essai non concluant pour Billericay Town, il décide de mettre un terme à sa carrière.
Il se reconvertit alors comme professeur d'EPS et finalement devient entraîneur des moins de 15 ans à Tottenham Hotspur. Il est aussi consultant pour l'émission Football First (en) sur Sky Sports et sur diverses émissions de radio, notamment sur BBC London.

## Vie personnelle
Il est un membre de la fameuse famille Allen qui a fourni nombre de footballeurs professionnels : son père est Les Allen, son frère Clive Allen (international avec l'Angleterre), son neveu Oliver Allen (en), son oncle Dennis Allen (en) et ses cousins Martin Allen, Charlie Allen (en) et Paul Allen (en).